# Mulet (automobile)
Pour les articles homonymes, voir Mulet (homonymie).
Dans l'industrie automobile, un mulet (ou mulet de développement) est un véhicule de test ou un véhicule de remplacement qui ne présente pas nécessairement toutes les caractéristiques finales du véhicule de référence.

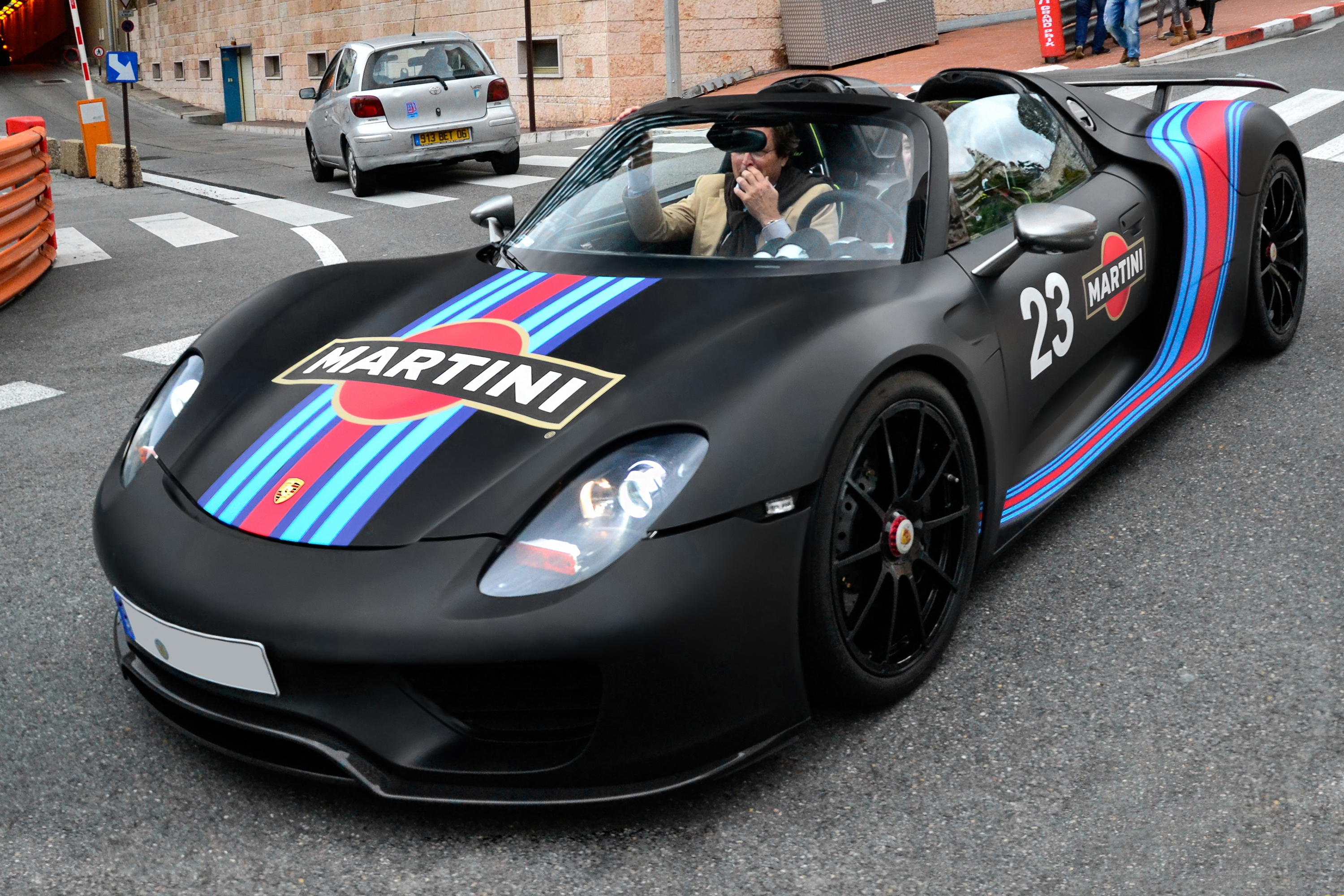
Porsche 918 Spyder mulet de développement à Monaco

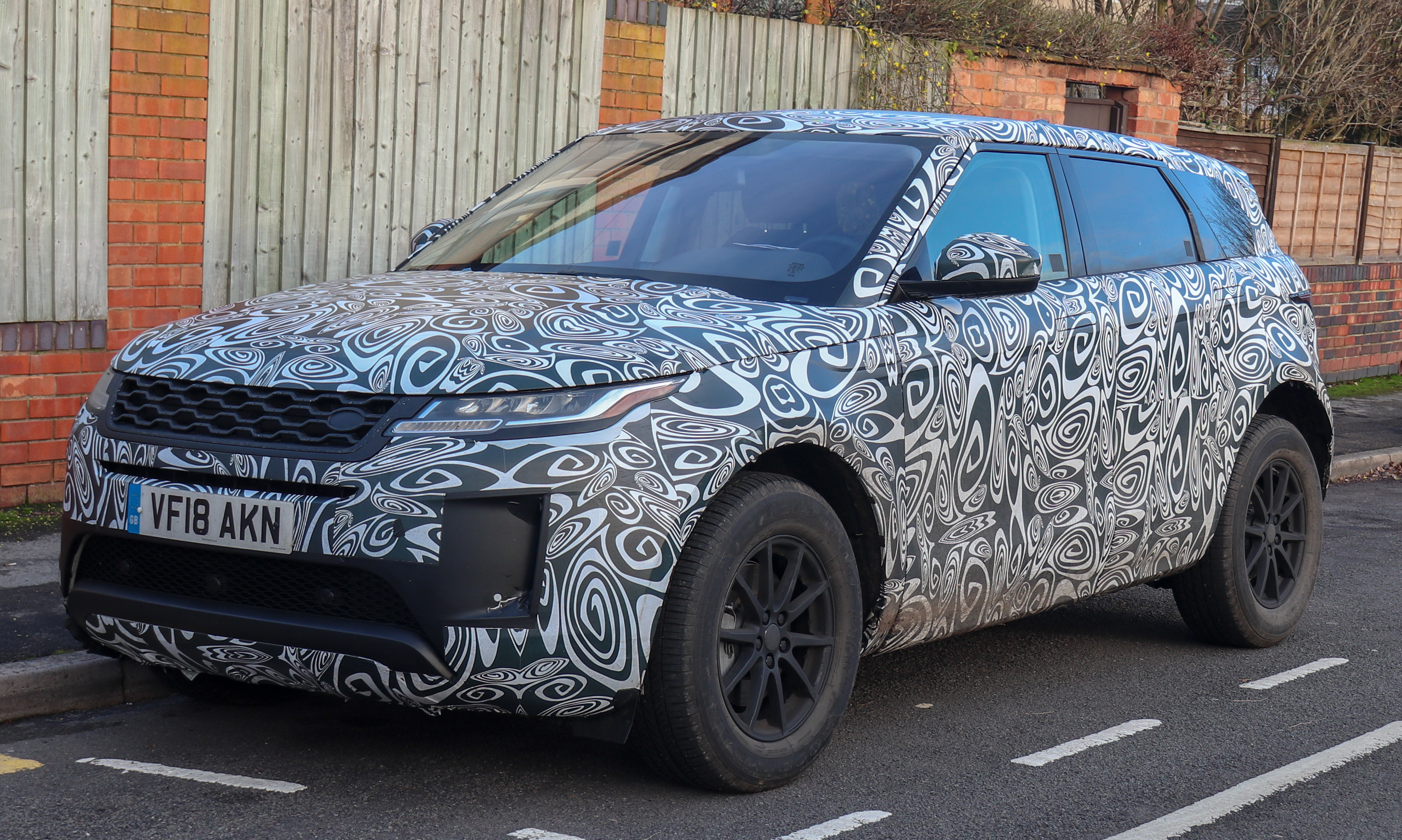
Range Rover Evoque mulet de développement à Warwick (Angleterre)

## Mulet de développement
Tôt dans le développement d'un nouveau véhicule, l'industriel automobile qui en est à l'origine va tester un certain nombre de technologies sur un véhicule de test qui portera les équipements ou les nouvelles technologies afin d'en faire les premières évaluations.
Il ne faut pas le confondre avec les véhicules de présérie ou les prototypes. Ces derniers sont plus destinés à affiner l'étude et à valider le véhicule final, alors que le mulet ne vise qu'à valider certains concepts ou technologies avant de prendre la décision de développement.

## Mulet de compétition
Dans le cas de la course automobile, par exemple en Formule 1, on parle de mulet pour une voiture de remplacement qui n'est normalement pas appelée à être présentée en course, mais qui pourra servir soit à préparer les futures courses (par exemple, en testant des réglages), soit à remplacer la voiture de compétition en cas de défaillance (les prototypes de course ont souvent une fiabilité limitée qui est la rançon à la fois de leur exploitation intensive et des solutions techniques employées à leur limite de capacité).